# Lista gatunków z rodzaju róża
Lista gatunków z rodzaju róża (Rosa) –  lista gatunków z rodzaju roślin z rodziny różowatych. Należy do niego co najmniej 366 gatunków i utrwalonych mieszańców międzygatunkowych (tyle nazw zweryfikowanych i zaakceptowanych podaje The Plant List).

## Lista gatunków

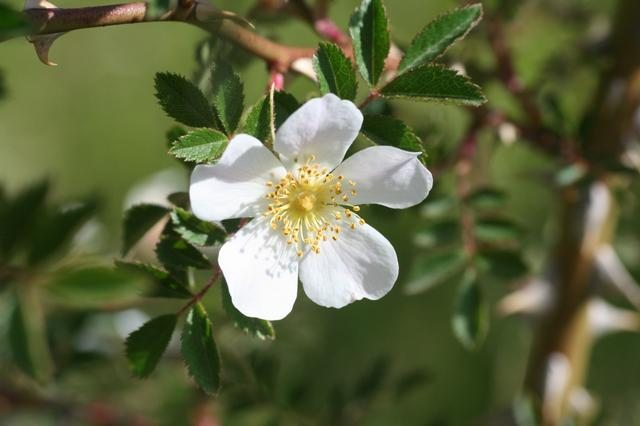
Rosa agrestis

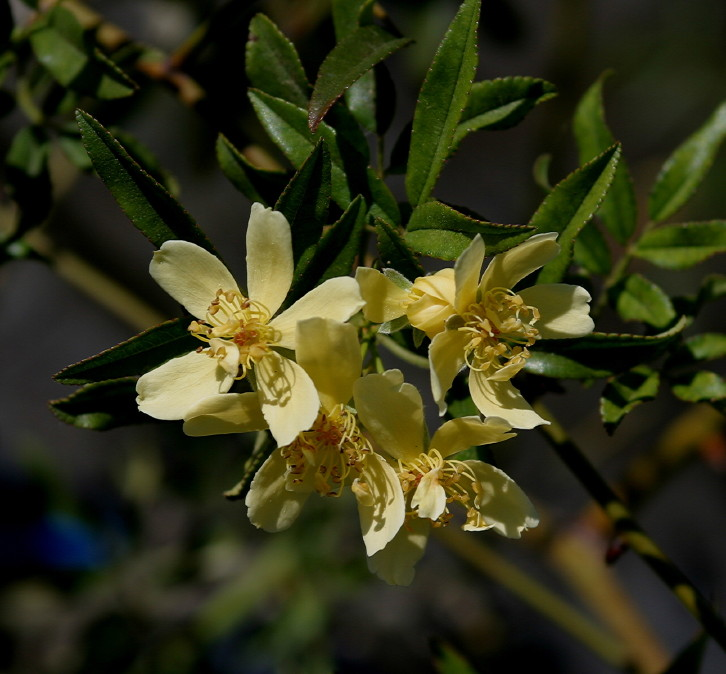
Rosa banksiae

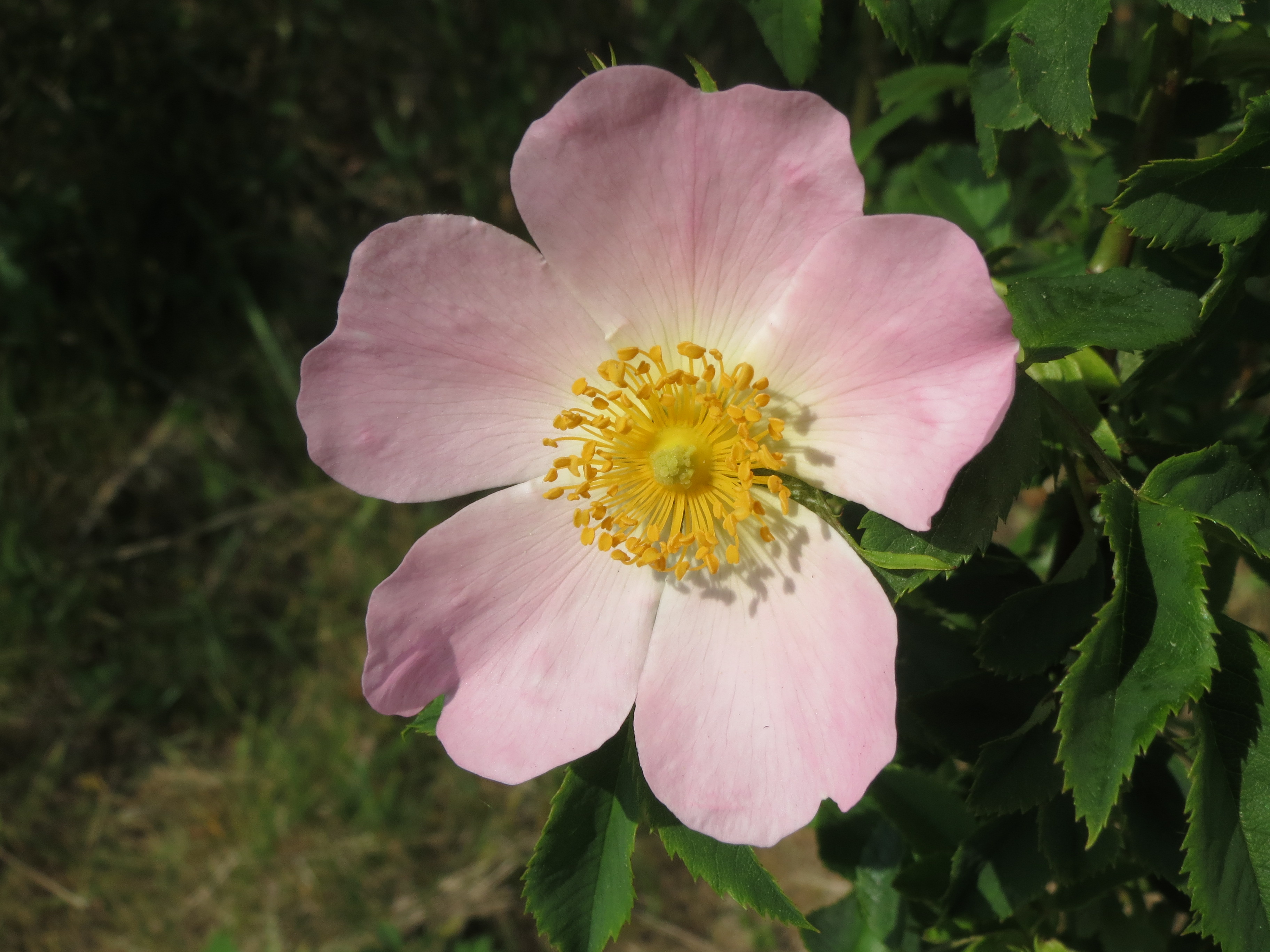
Rosa canina

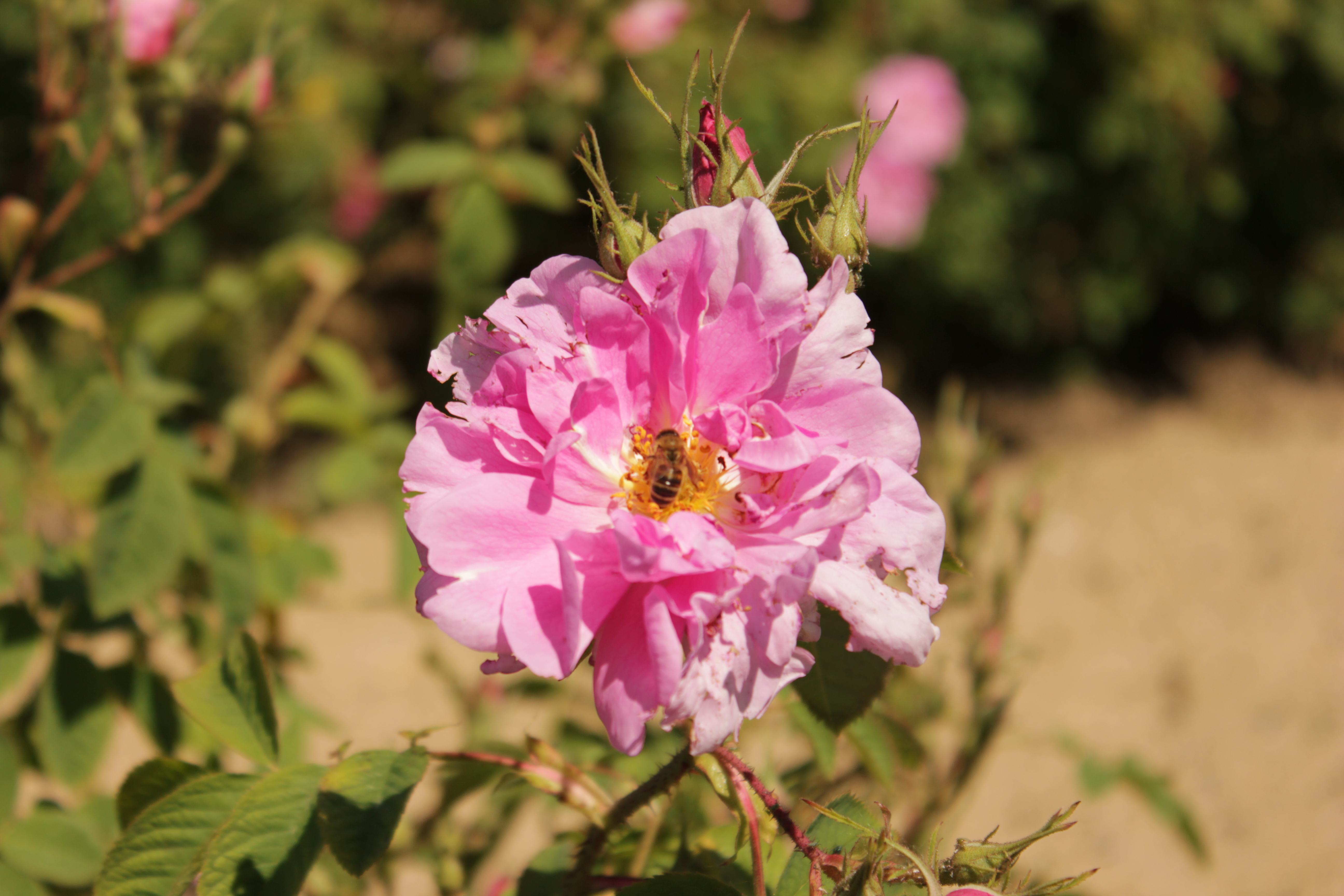
Rosa × damascena

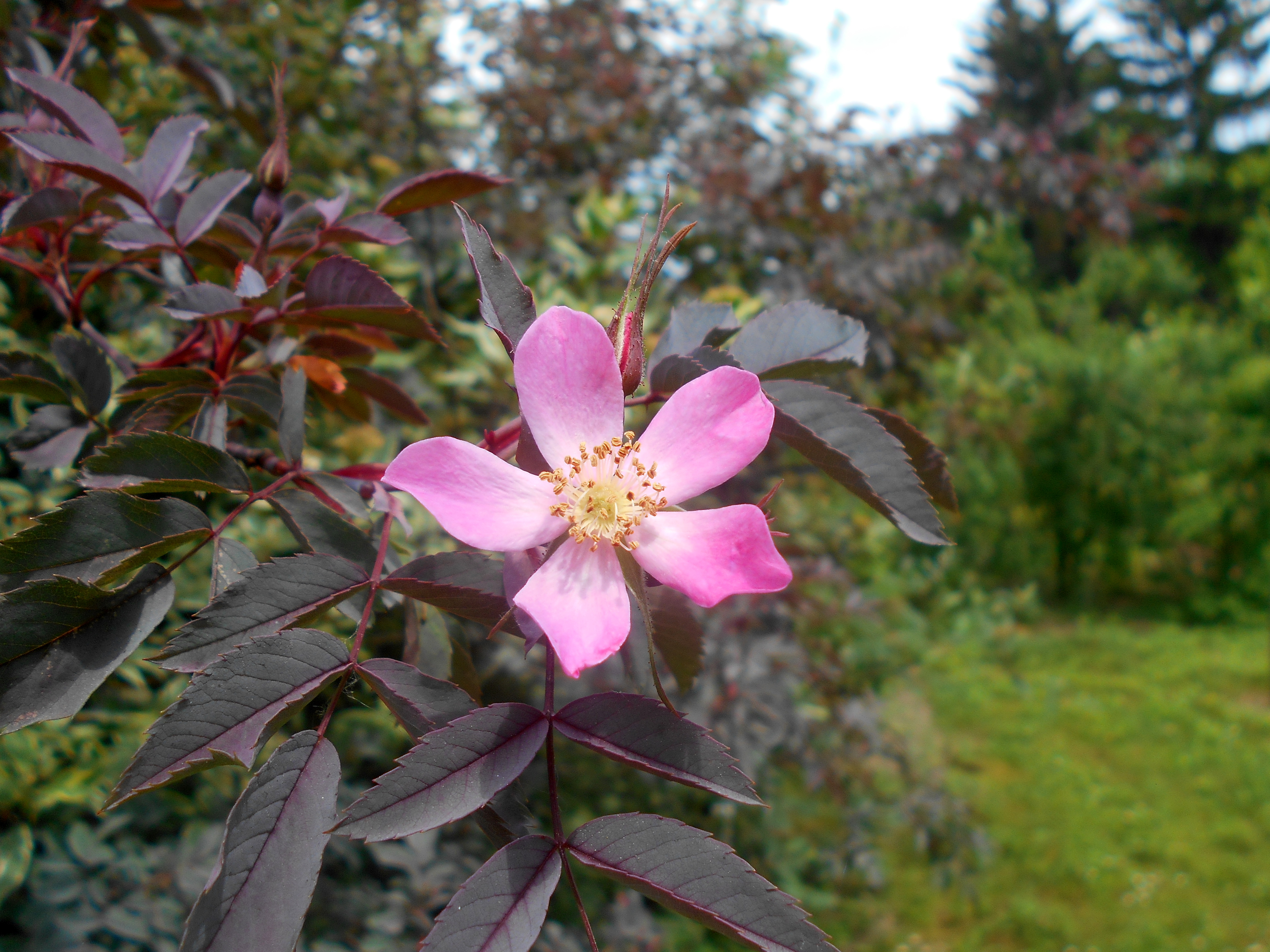
Rosa glauca

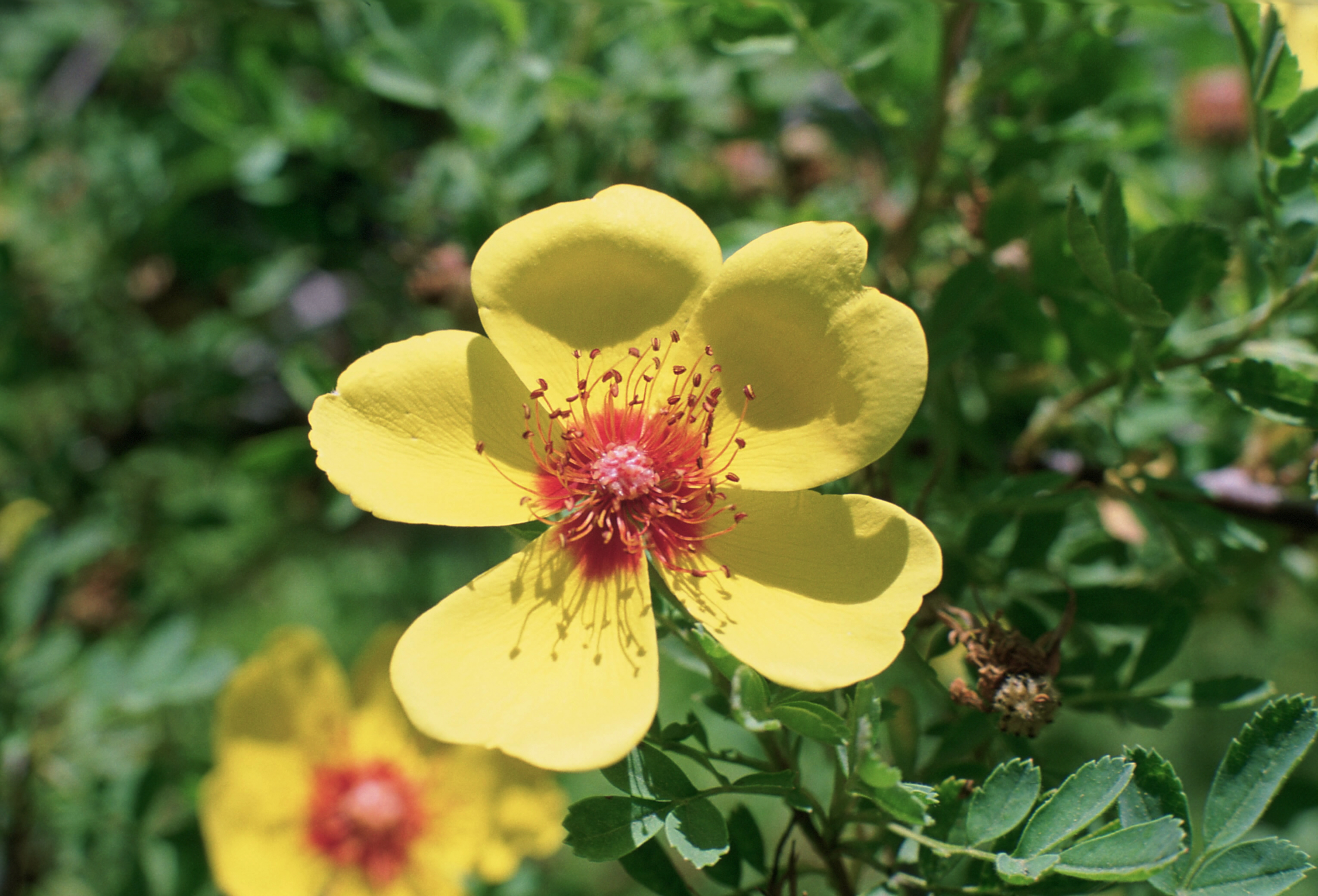
Rosa × hardii

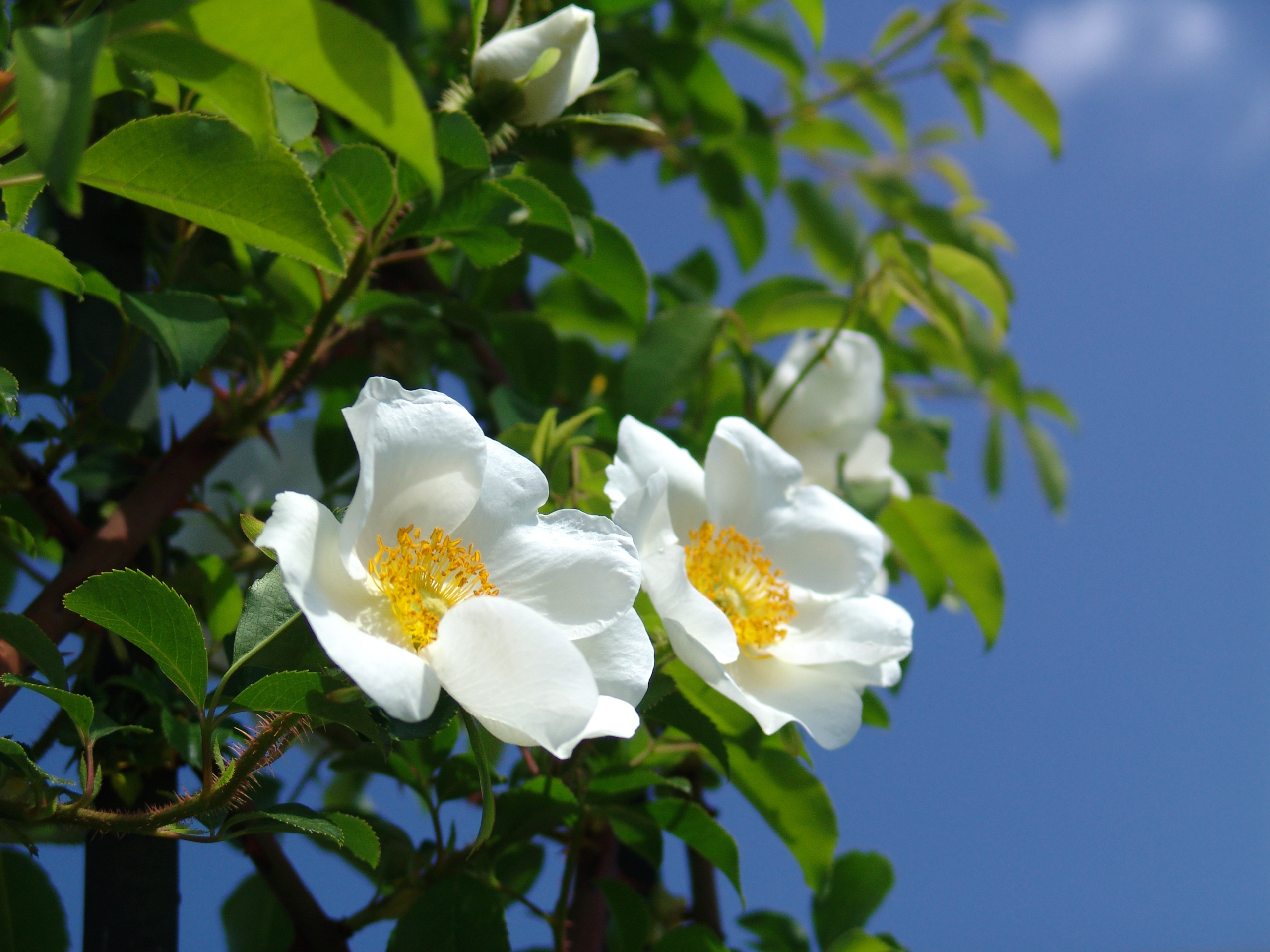
Rosa laevigata

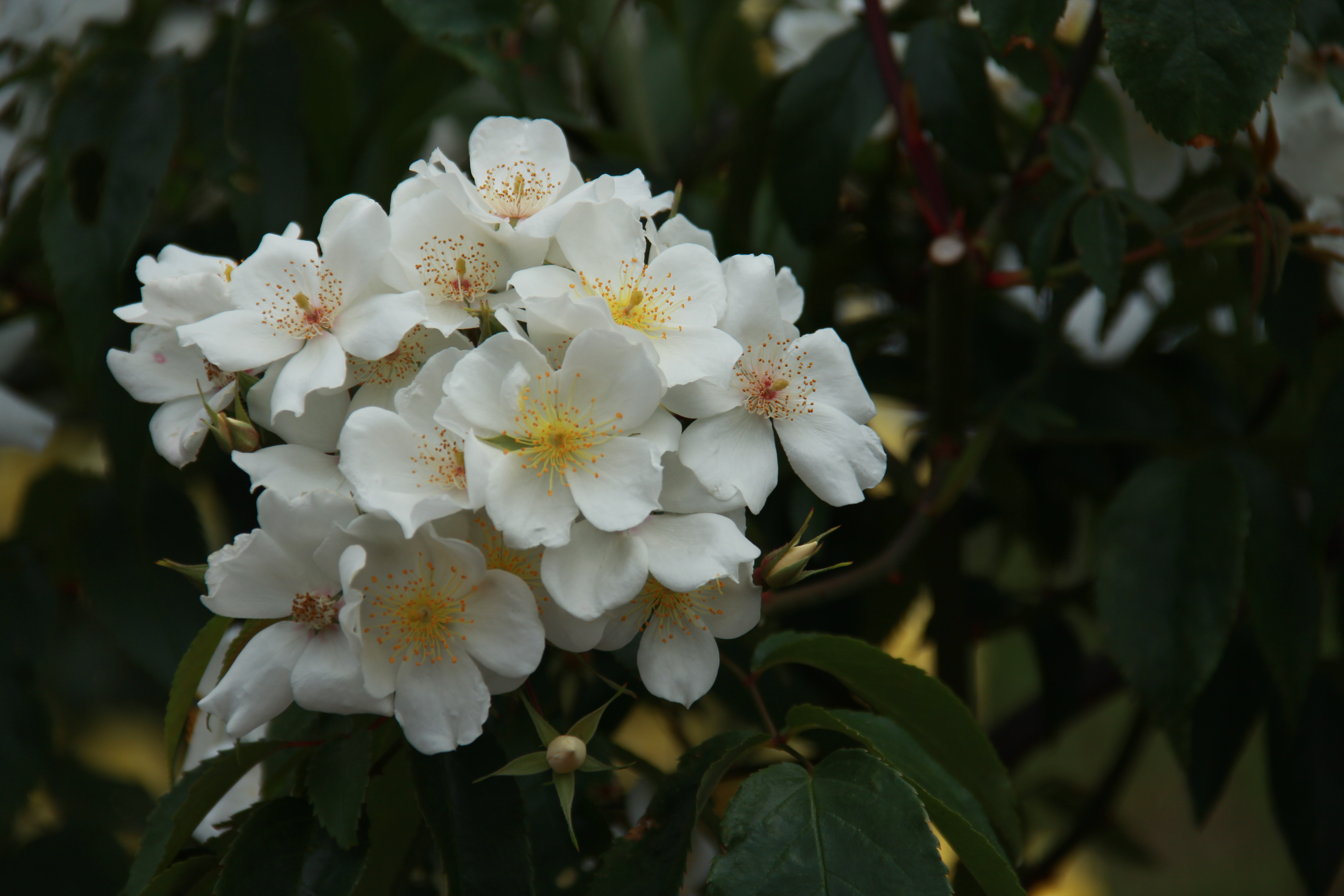
Rosa moschata

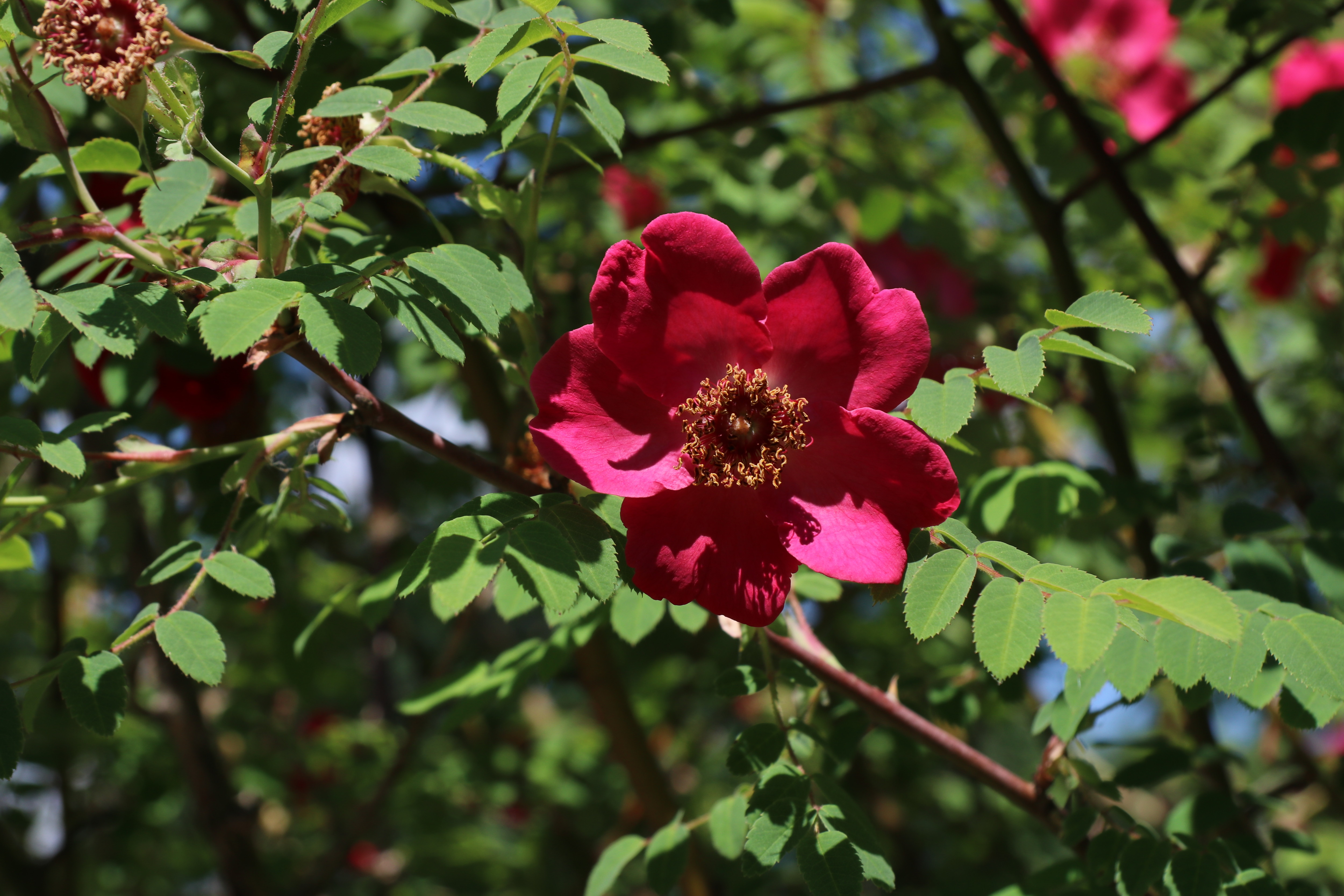
Rosa moyesii

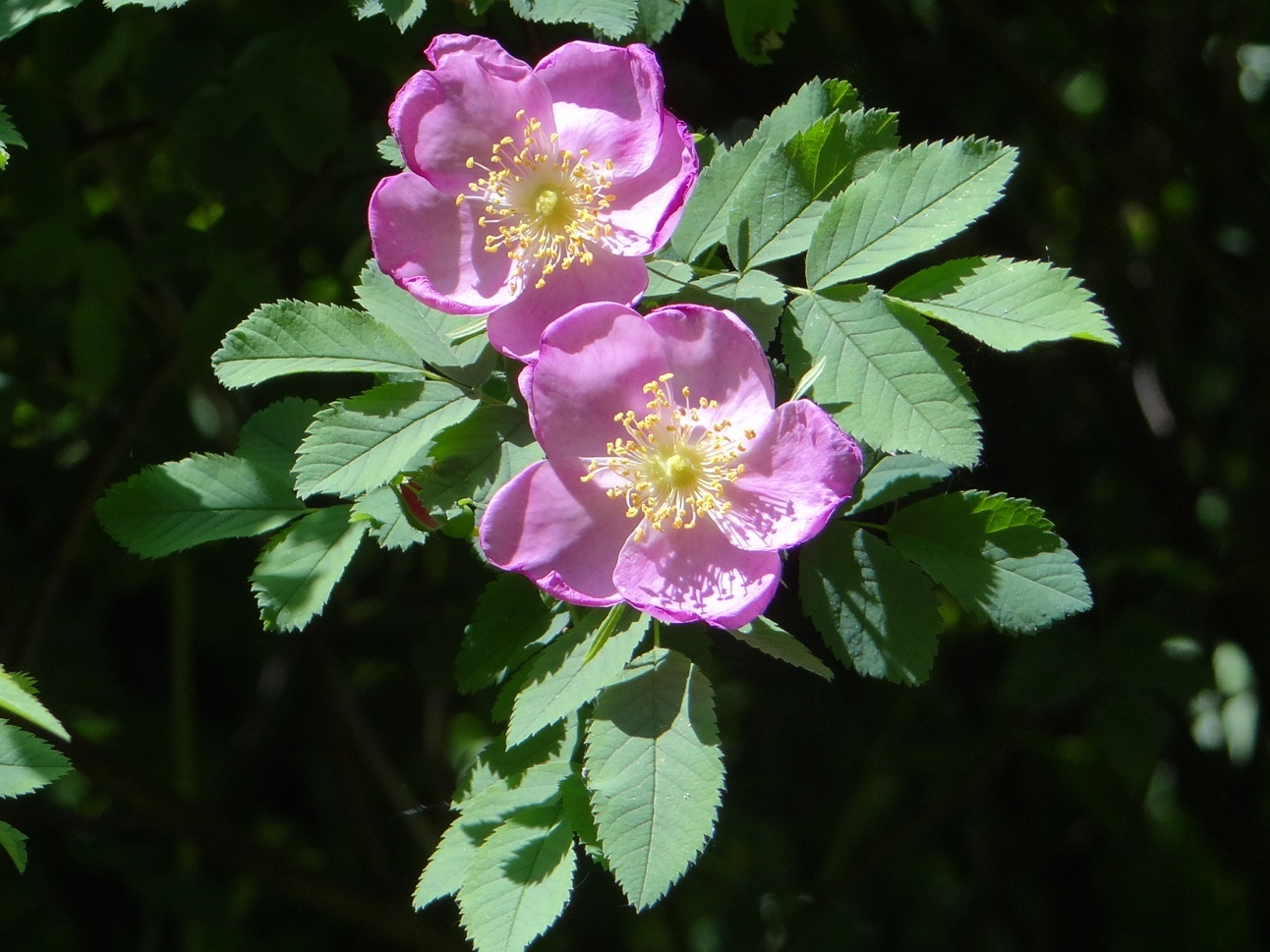
Rosa nutkana

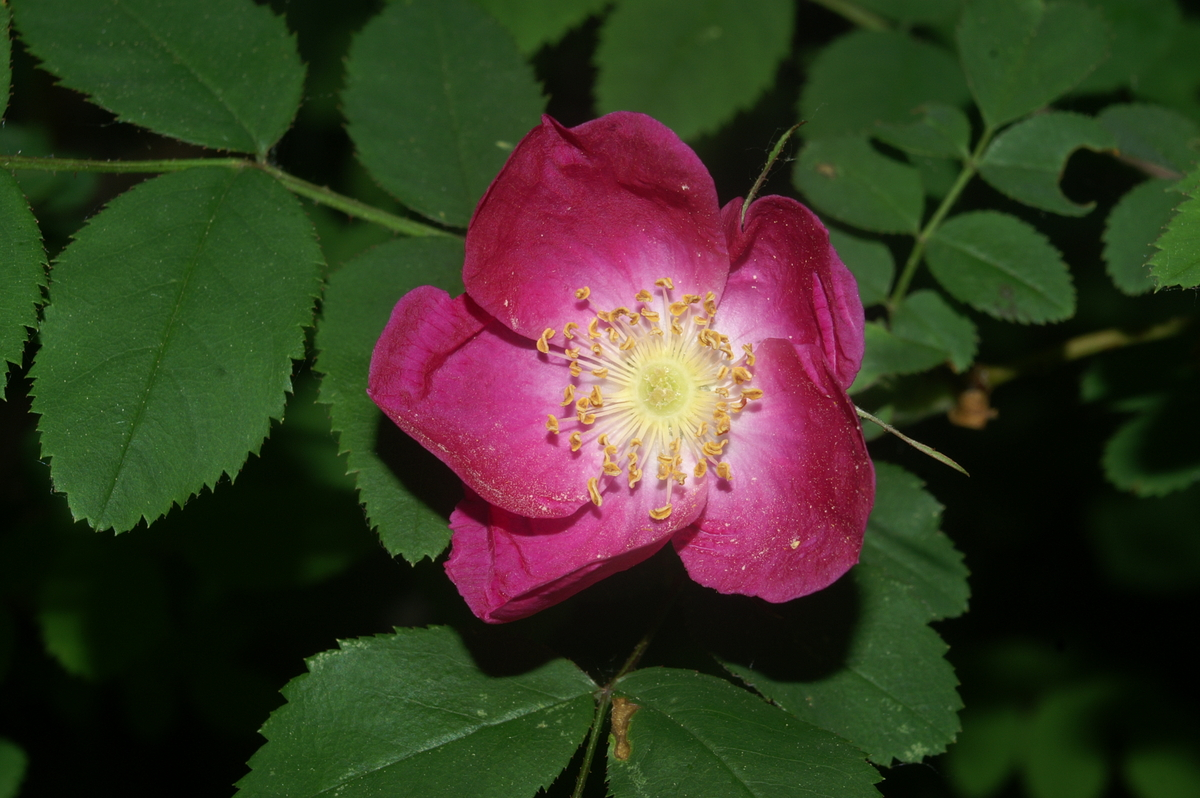
Rosa pendulina

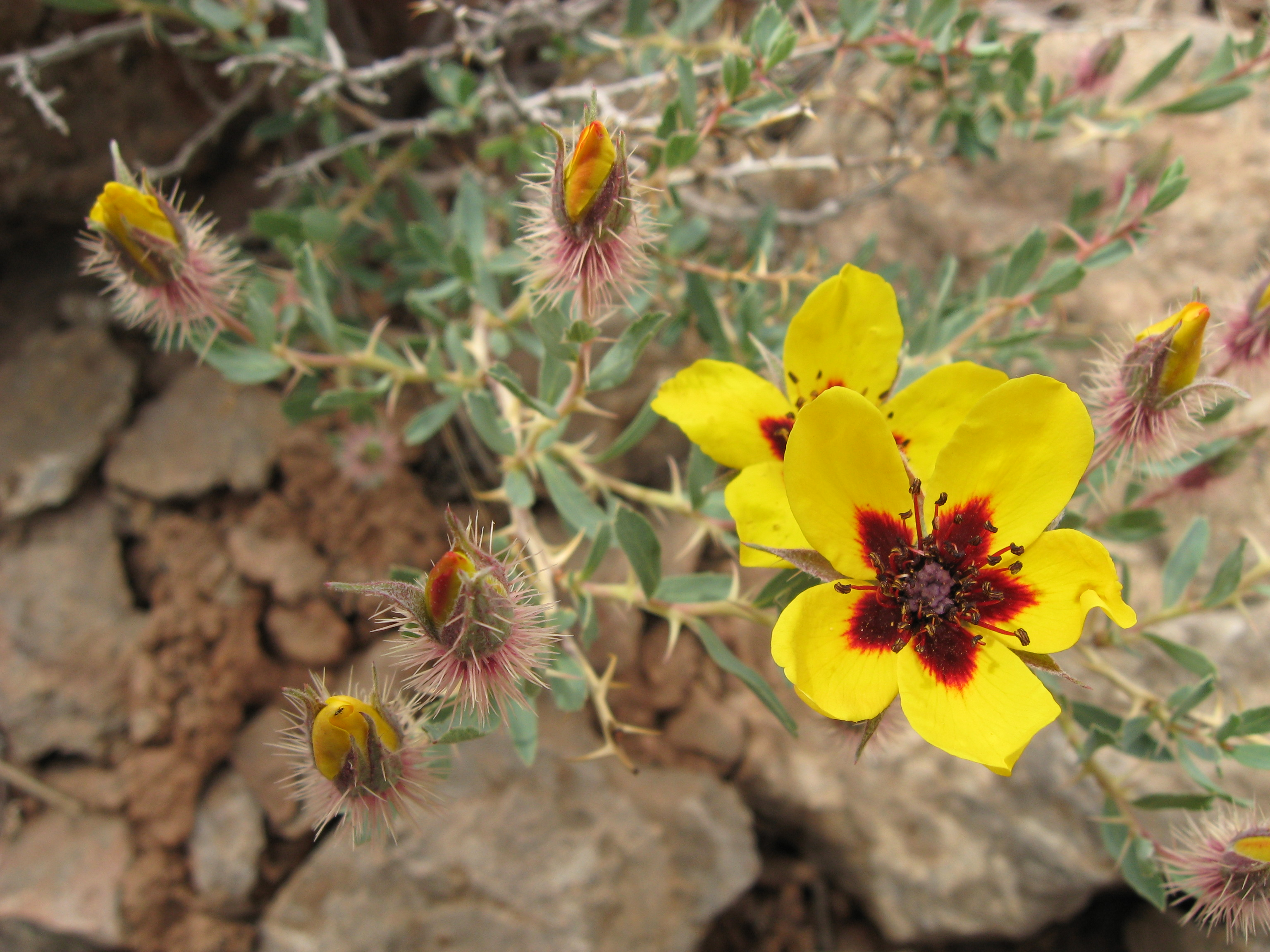
Rosa persica

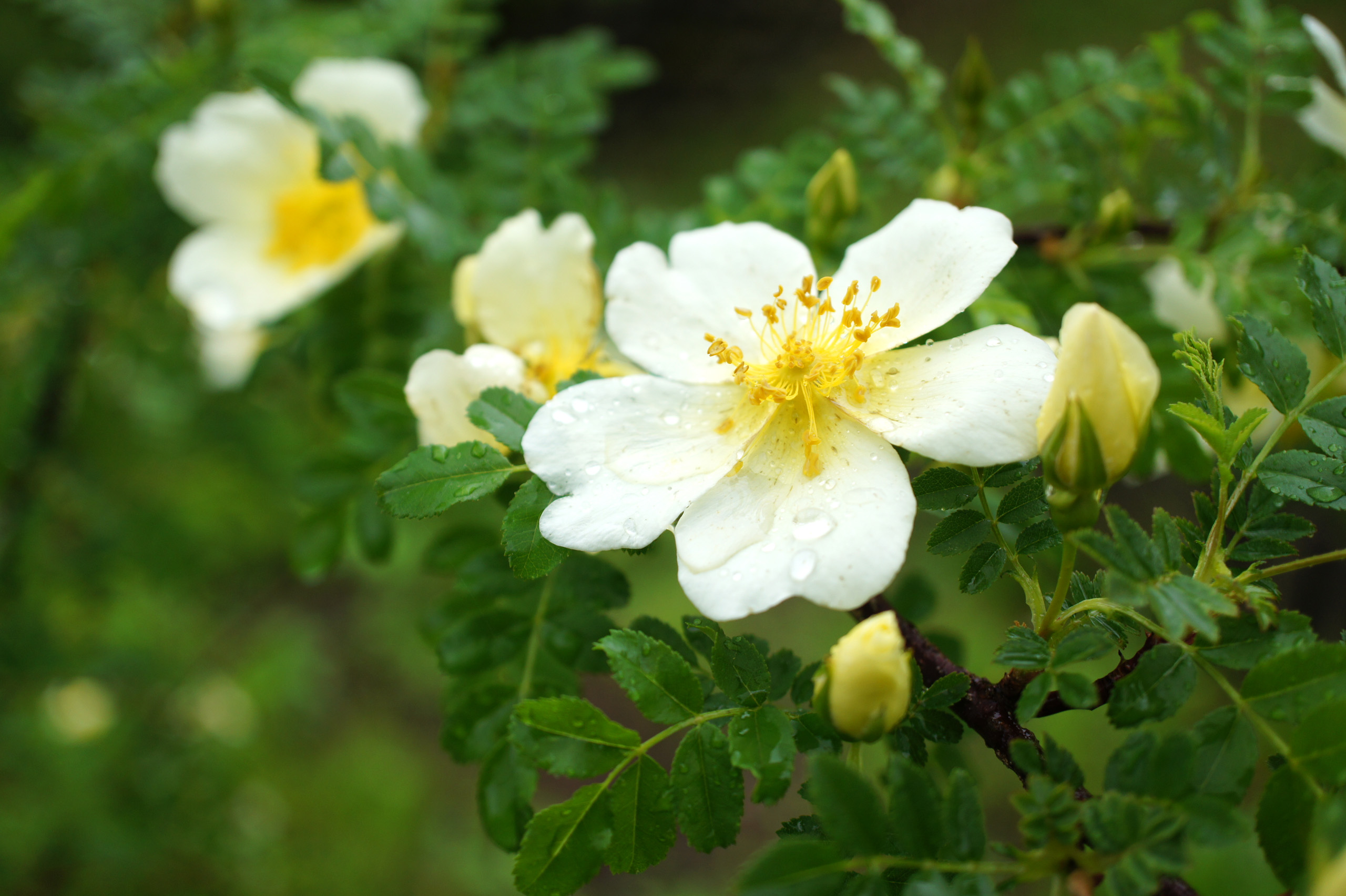
Rosa primula

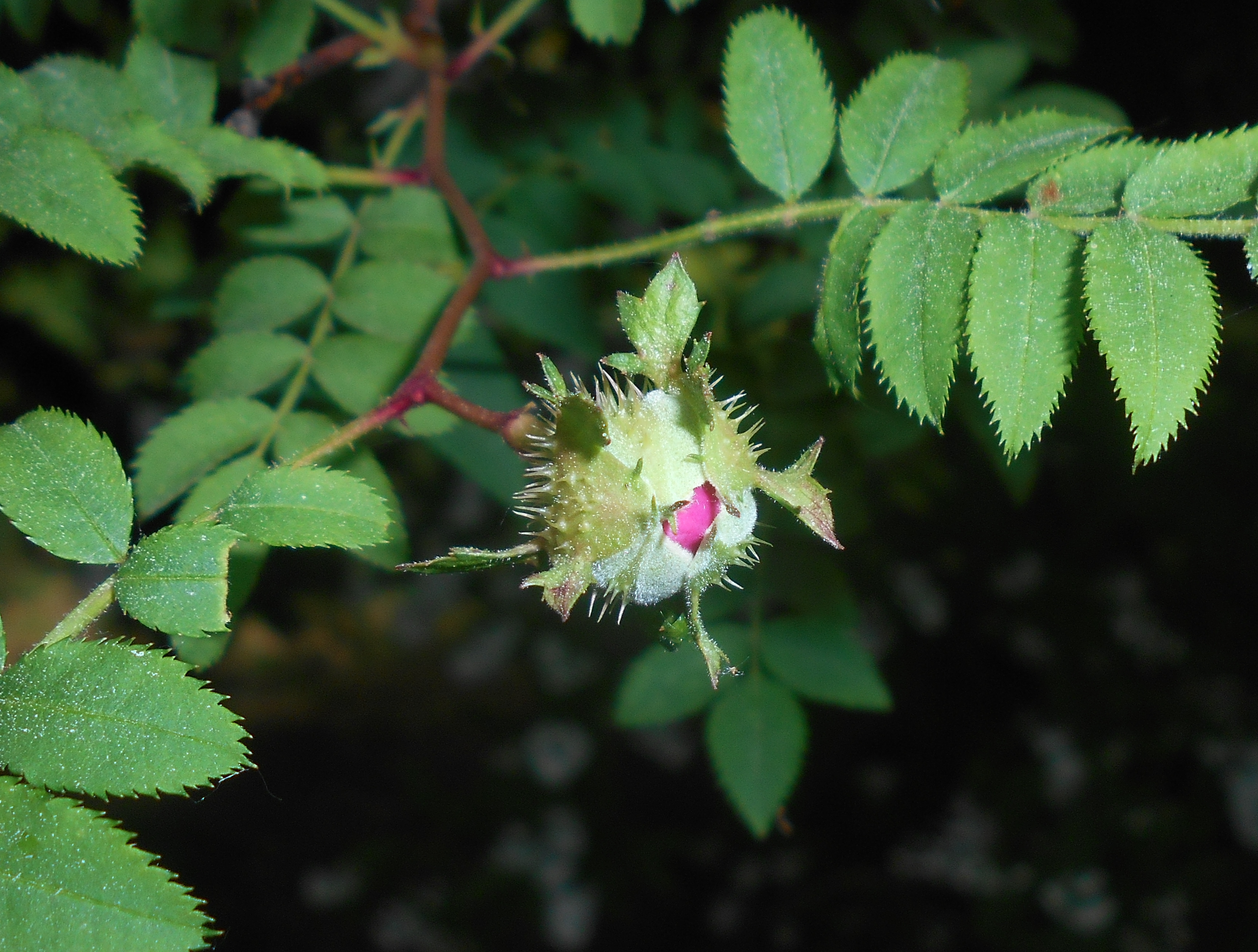
Rosa roxburgii

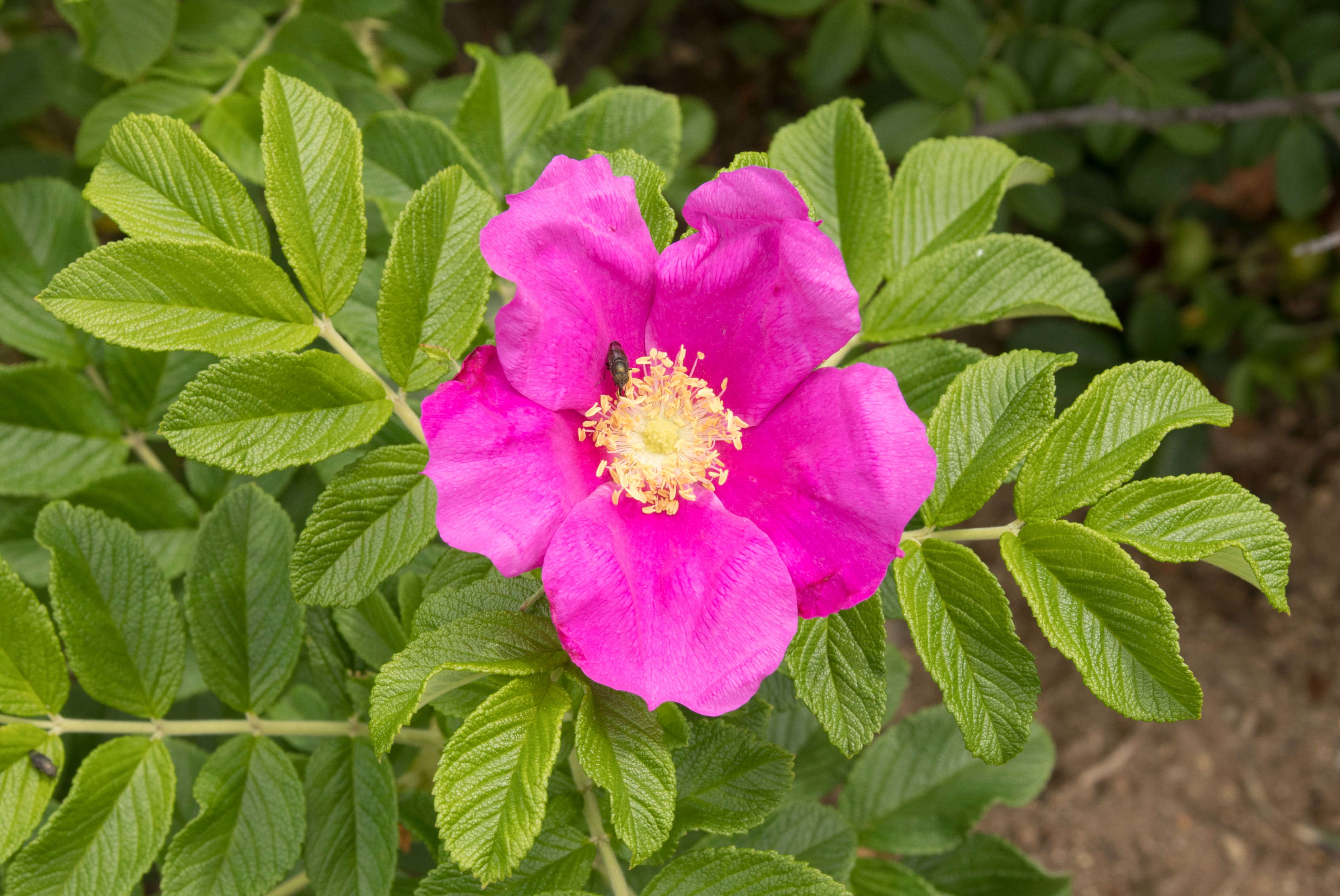
Rosa rugosa

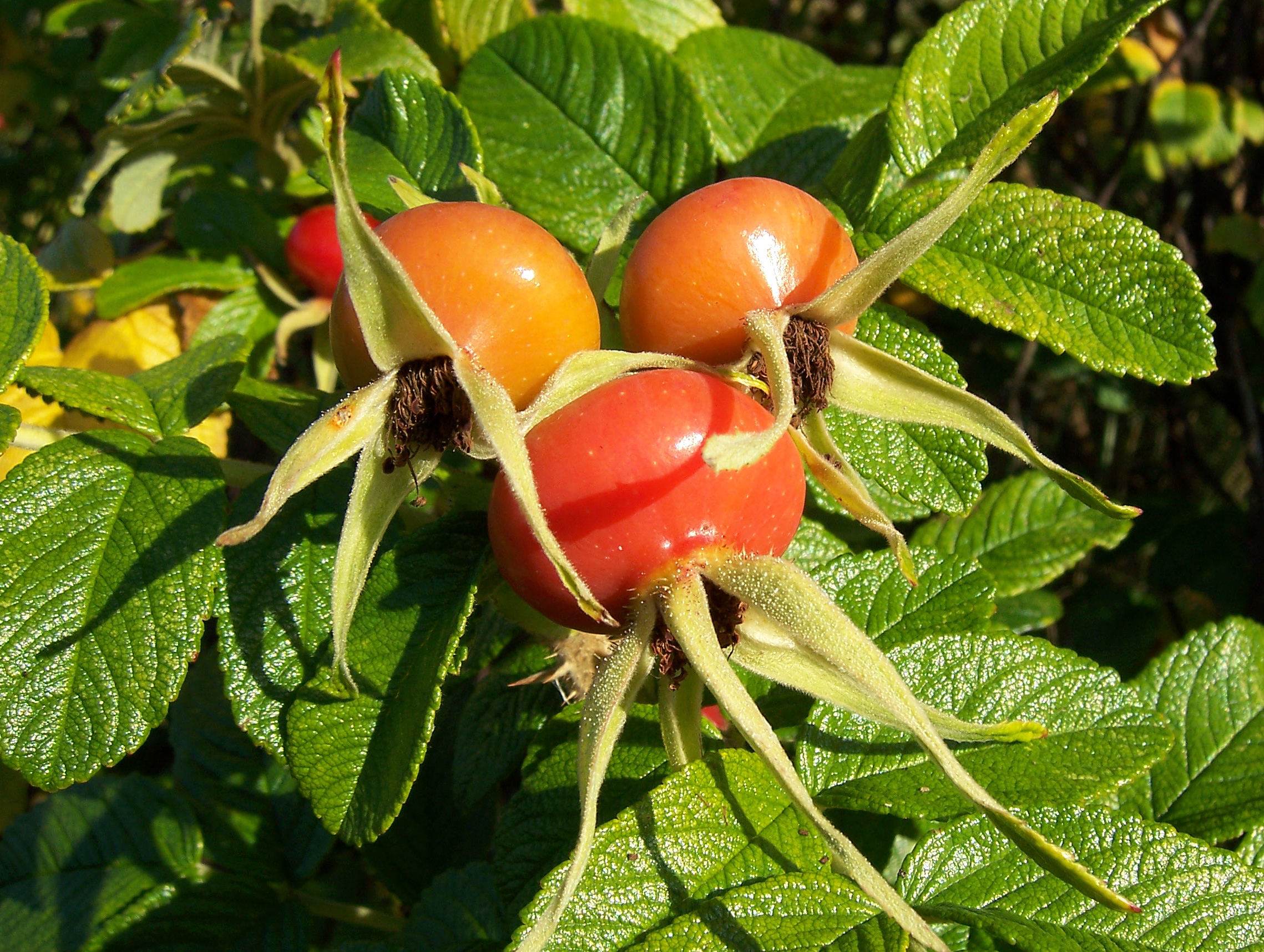
Rosa rugosa

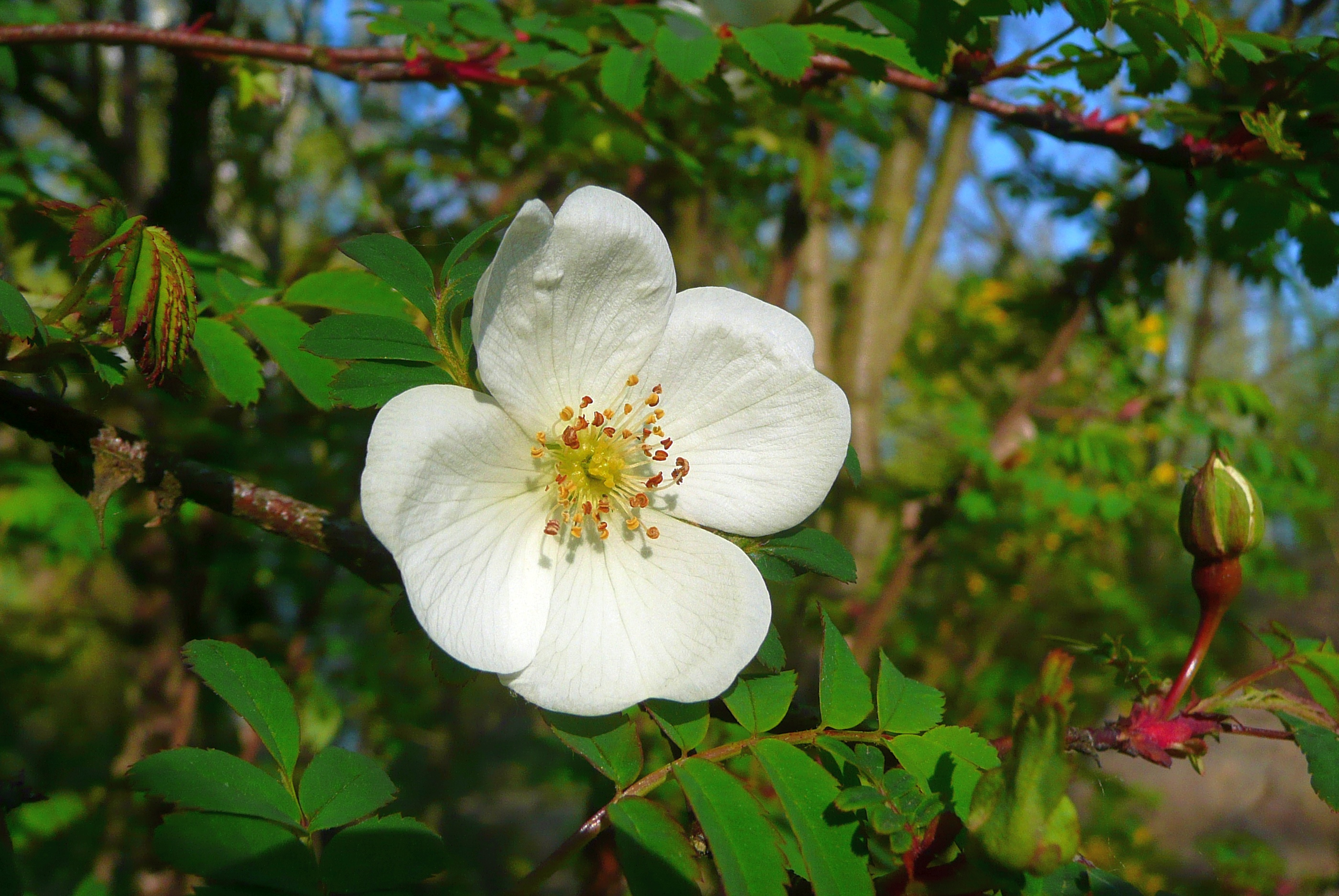
Rosa sericea

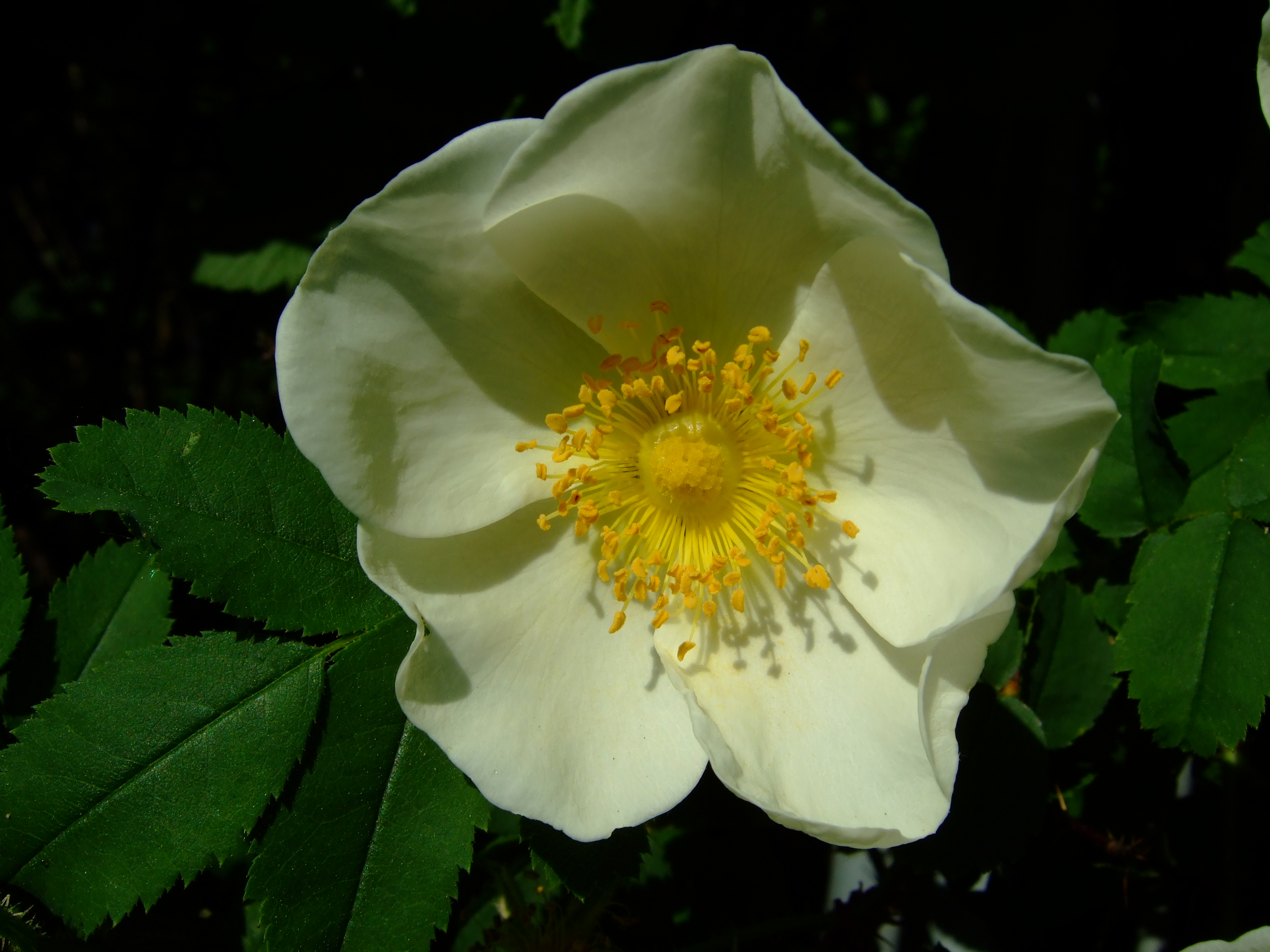
Rosa spinosissima

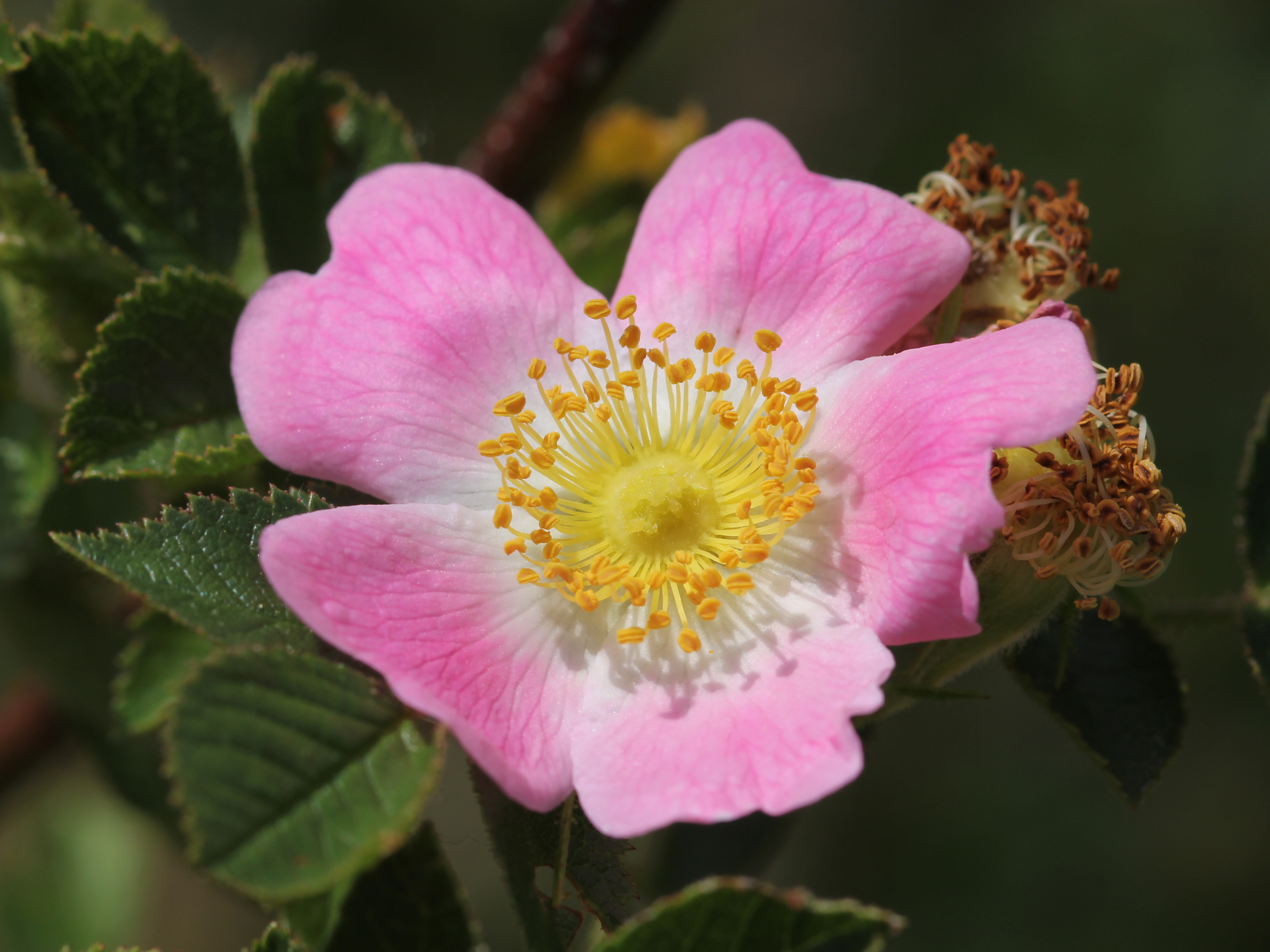
Rosa villosa

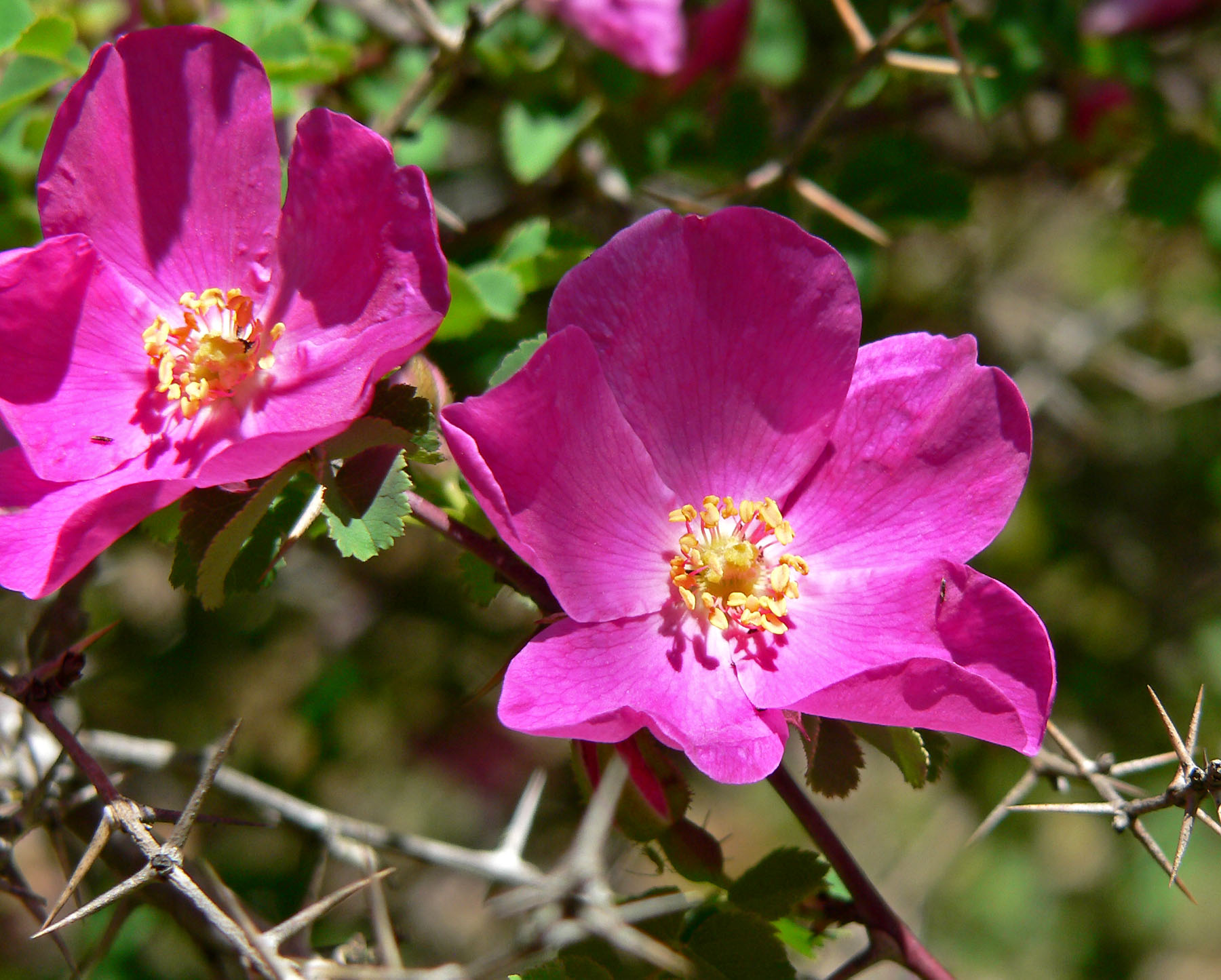
Rosa willmottiae

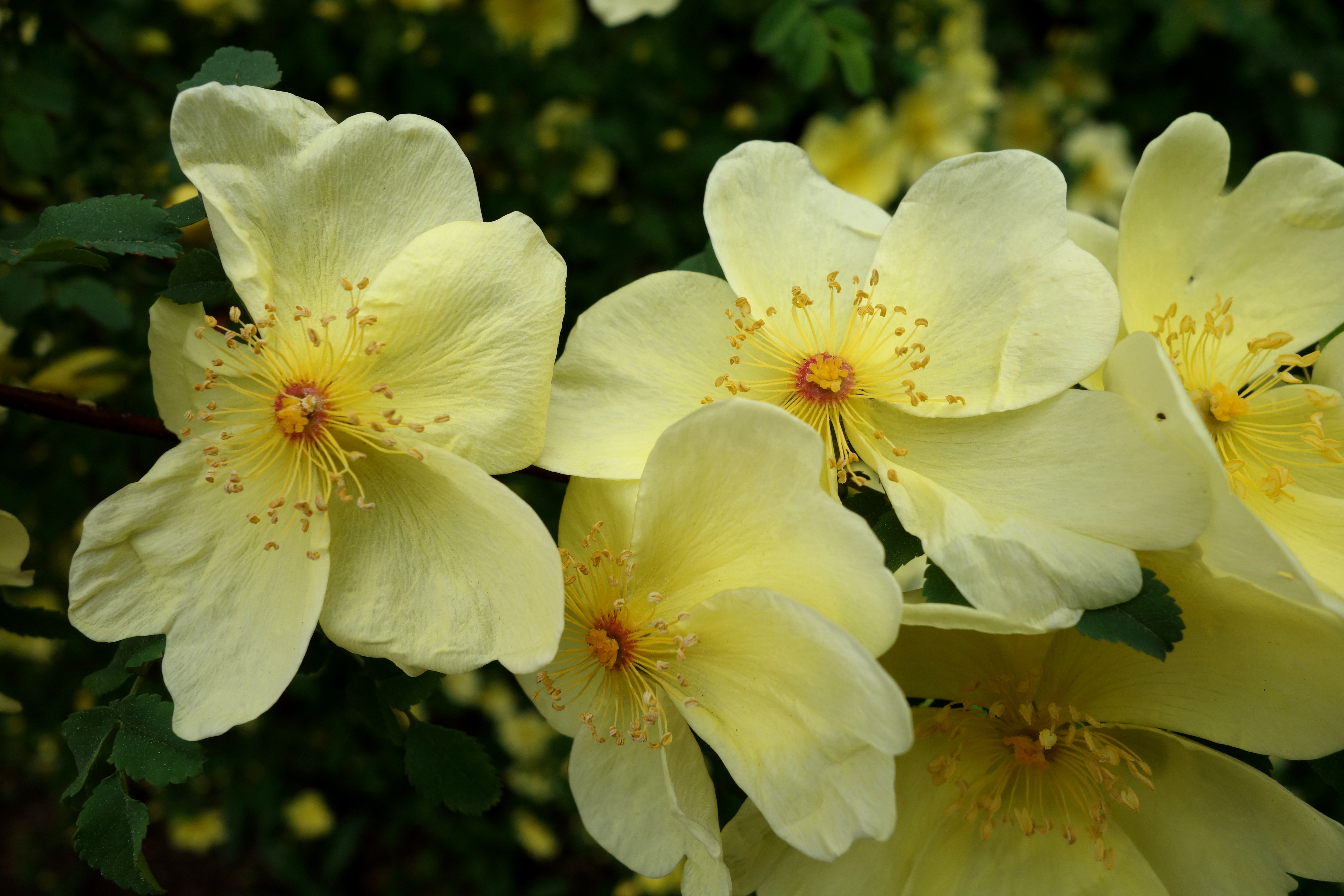
Rosa xanthina

Na podstawie The Plant List. Nazwy zwyczajowe polskie na podstawie:.
- Rosa abietina Gren. ex H.Christ
- Rosa abutalybovii Gadzh.
- Rosa achburensis Chrshan.
- Rosa acicularis Lindl. – róża igiełkowata
- Rosa adenoclada H.Lév.
- Rosa adenophylla Galushko
- Rosa agrestis Savi – róża polna
- Rosa alabukensis Tkatsch.
- Rosa alba L. – róża biała, róża białokwiatowa
- Rosa albertii Regel
- Rosa alexeenkoi Crép. ex Juz.
- Rosa altidaghestanica Husseinov
- Rosa amblyotis C.A.Mey.
- Rosa × andegavensis Bastard
- Rosa andrzejowskii Steven ex M. Bieb.
- Rosa antonowii (Lonacz.) Dubovik
- Rosa arensii Juz. & Galushko
- Rosa arkansana Porter
- Rosa × arnoldiana Sarg.
- Rosa arvensis Huds. – róża pnąca
- Rosa × aschersoniana Graebn.
- Rosa × avrayensis Rouy
- Rosa awarica Husseinov
- Rosa baiyushanensis Q.L.Wang
- Rosa balcarica Galushko
- Rosa balsamica Besser
- Rosa banksiae R.Br. – róża Banksa
- Rosa banksiopsis Baker
- Rosa × baxanensis Galushko
- Rosa beggeriana Schrenk ex Fisch. & C.A.Mey. – róża Beggera
- Rosa bella Rehder & E.H.Wilson
- Rosa bellicosa Nevski
- Rosa × belnensis Ozanon
- Rosa × bengyana Rouy & L.C.Lamb.
- Rosa berberifolia Pall.
- Rosa biebersteiniana Tratt.
- Rosa × bigeneris Duffort ex Rouy
- Rosa × bishopii Wolley-Dod
- Rosa blanda Aiton – róża labradorska
- Rosa blinovskyana Kult.
- Rosa boissieri Crép.
- Rosa × borboniana N.H.F.Desp. – róża burbońska
- Rosa borissovae Chrshan.
- Rosa bracteata J.C.Wendl.
- Rosa bridgesii Crép.
- Rosa britzensis Koehne
- Rosa brotherorum Chrshan.
- Rosa × bruantii Rehder
- Rosa bugensis Chrshan.
- Rosa buschiana Chrshan.
- Rosa caesia Sm.
- Rosa calantha Tkatsch.
- Rosa calcarea Lipsch. & Sumnev.
- Rosa californica Cham. & Schltdl.
- Rosa calyptopoda Cardot
- Rosa canina L. – róża dzika
- Rosa cantabrigiensis hort. ex S.Weaver
- Rosa × cantiana (Wolley-Dod) Wolley-Dod
- Rosa carolina L. – róża karolińska
- Rosa caryophyllacea Besser
- Rosa cathayensis (Rehder & E.H.Wilson) L.H.Bailey
- Rosa caudata Baker
- Rosa × caviniacensis Ozanon
- Rosa centifolia L. – róża stulistna
- Rosa × chavinii Rapin ex Reut.
- Rosa chengkouensis T.T.Yu & T.C.Ku
- Rosa chinensis Jacq. – róża chińska
- Rosa clinophylla Redouté & Thory
- Rosa × coronata Crép. ex Reut.
- Rosa corymbifera Borkh.
- Rosa corymbulosa Rolfe
- Rosa crenatula Chrshan.
- Rosa crocacantha Boulenger
- Rosa cymosa Tratt.
- Rosa cziragensis Husseinov
- Rosa daishanensis T.C.Ku
- Rosa × damascena Herrm. – róża damasceńska
- Rosa darginica Husseinov
- Rosa davidii Crép.
- Rosa davurica Pall. – róża dahurska
- Rosa deqenensis T.C.Ku
- Rosa derongensis T.C.Ku
- Rosa deseglisei Boreau
- Rosa diacantha Chrshan.
- Rosa didoensis Boiss.
- Rosa diplodonta Dubovik
- Rosa dolichocarpa Galushko
- Rosa doluchanovii Manden.
- Rosa donetzica Dubovik
- Rosa dsharkenti Chrshan.
- Rosa × dulcissima Lunell
- Rosa × dumalis Bechst. – róża sina
- Rosa × dumetorum Thuill.
- Rosa duplicata T.T.Yu & T.C.Ku
- Rosa ecae Aitch.
- Rosa elasmacantha Trautv.
- Rosa elliptica Tausch
- Rosa elymaitica Boiss. & Hausskn. ex Boiss.
- Rosa ermanica Manden.
- Rosa farreri Stapf ex Cox
- Rosa fedtschenkoana Regel
- Rosa fertilis Kult.
- Rosa filipes Rehder & E.H.Wilson
- Rosa foetida Herrm. – róża żółta
- Rosa foliolosa Nutt. ex Torr. & A.Gray
- Rosa forrestiana Boulenger
- Rosa × fortuniana Lindl. & Paxton
- Rosa fujisanensis (Makino) Makino
- Rosa gadzhievii Chrshan. & Iskend.
- Rosa gallica L. – róża francuska
- Rosa × gallicoides (Baker) Déségl.
- Rosa galushkoi Demurova
- Rosa geninae Juz.
- Rosa gigantea Collett ex Crép.
- Rosa giraldii Crép.
- Rosa glabrifolia C.A.Mey. ex Rupr. – róża gładkolistna
- Rosa glandulososetosa Gadzh.
- Rosa glauca Pourr. – róża czerwonawa
- Rosa × glaucoides Wolley-Dod
- Rosa glomerata Rehder & E.H.Wilson
- Rosa glutinosa Sibth. & Sm.
- Rosa gorenkensis Besser – róża rosyjska
- Rosa graciliflora Rehder & E.H.Wilson
- Rosa gymnocarpa Nutt. ex Torr. & A.Gray
- Rosa × hardii Paxton
- Rosa × harisonii Rivers
- Rosa hawrana Kmet ex Heinr.Braun
- Rosa heckeliana Tratt. – róża Heckela
- Rosa helenae Rehder & E.H.Wilson
- Rosa hemisphaerica Herrm.
- Rosa henryi Boulenger
- Rosa × hibernica Templeton
- Rosa hirsuta Ghora & Panigrahi
- Rosa hirtissima Lonacz.
- Rosa hirtula (Regel) Nakai
- Rosa hissarica Slobodov
- Rosa horrida Fisch.
- Rosa × housei Erlanson
- Rosa hracziana Tamamsch.
- Rosa huntica Chrshan.
- Rosa iberica Steven ex M.Bieb.
- Rosa iljinii Chrshan. ex Gadzh.
- Rosa indica L.
- Rosa inodora Fr. – róża eliptyczna
- Rosa × involuta Sm.
- Rosa irinae Demurova
- Rosa irysthonica Manden.
- Rosa isaevii Gadzh. & Iskand.
- Rosa jacutica Juz.
- Rosa jaroshenkoi Gadzh. & Iskand.
- Rosa juzepczukiana Vassilcz.
- Rosa kamelinii Husseinov
- Rosa karaalmensis Tkatsch.
- Rosa karakalensis Kult.
- Rosa karjaginii Sosn.
- Rosa kazarjanii Sosn.
- Rosa khasautensis Galushko
- Rosa × kochiana Koehne
- Rosa kokanica (Regel) Regel ex Juz.
- Rosa kokijrimensis Tkatsch.
- Rosa komarovii Sosn.
- Rosa koreana Kom.
- Rosa koslowskii Chrshan.
- Rosa kossii Galushko
- Rosa kuhitangi Nevski
- Rosa kujmanica Golitsin
- Rosa kunmingensis T.C.Ku
- Rosa kwangtungensis T.T.Yu & H.T.Tsai
- Rosa kweichowensis T.T.Yu & T.C.Ku
- Rosa laciniatus Willd.
- Rosa laevigata Michx.
- Rosa lapidosa Dubovik
- Rosa lasiosepala F.P.Metcalf
- Rosa laxa Retz.
- Rosa lehmanniana Bunge
- Rosa leschenaultiana (Redout‚ & Thory) Wight & Arn.
- Rosa lichiangensis T.T.Yu & T.C.Ku
- Rosa litvinovii Chrshan.
- Rosa lonaczevskii Dubovik
- Rosa × longicolla Ravaud ex Rouy
- Rosa longicuspis Bertol.
- Rosa longisepala Kochk.
- Rosa luciae Franch. & Rochebr. – róża Wichury
- Rosa lucidissima H.Lév.
- Rosa lucieae Franch. & Rochebr. ex Crép.
- Rosa ludingensis T.C.Ku
- Rosa lupulina Dubovik
- Rosa macrophylla Lindl.
- Rosa maeotica Dubovik
- Rosa mairei H.Lév.
- Rosa majalis Herrm. – róża girlandowa
- Rosa × makinoana H.Ohba
- Rosa mandenovae Gadzh.
- Rosa maracandica Bunge
- Rosa × marcyana Boullu
- Rosa × margerisonii (Wolley-Dod) Wolley-Dod
- Rosa marginata Wallr.
- Rosa × mariaegraebneriae Asch. & Graebn.
- Rosa marschalliana Sosn.
- Rosa maximowicziana Regel
- Rosa mediata Dubovik
- Rosa micrantha Borrer ex Sm. – róża drobnokwiatowa
- Rosa micrugosa H.Henkel
- Rosa miyiensis T.C.Ku
- Rosa × molletorum Hesl.-Harr.
- Rosa × molliformis Wolley-Dod
- Rosa mollis Sm. – róża miękka
- Rosa × momiyamae H.Ohba
- Rosa montana Chaix ex Vill. – róża górska
- Rosa morrisonensis Hayata
- Rosa moschata Herrm. – róża piżmowa
- Rosa moyesii Hemsl. & E.H.Wilson – róża Moyesa
- Rosa mucatscheviensis Chrshan.
- Rosa mulliganii Boulenger
- Rosa multibracteata Hemsl. & E.H.Wilson
- Rosa multiflora Thunb. – róża wielokwiatowa
- Rosa murielae Rehder & E.H.Wilson
- Rosa nanothamnus Boulenger
- Rosa nipponensis Crép.
- Rosa nisami Sosn.
- Rosa nitida Willd. – róża błyszcząca
- Rosa × nitidula Besser
- Rosa × noisettiana Thory
- Rosa nutkana C.Presl
- Rosa obtegens Galushko
- Rosa obtusifolia Desv.
- Rosa obtusiuscula Rydb.
- Rosa × odorata (hort. ex Andrews) Sweet
- Rosa omeiensis Rolfe
- Rosa onoei Makino
- Rosa oplisthes Boiss.
- Rosa orientalis A.Dupont ex Ser.
- Rosa ossethica Manden.
- Rosa ovczinnikovii Kochk.
- Rosa oxyacantha M.Bieb.
- Rosa oxyodon Boiss.
- Rosa × oxyodontoides Galushko
- Rosa palustris Marshall
- Rosa paniculigera (Makino ex Koidz.) Momiy.
- Rosa × paulii Rehder
- Rosa pendulina L. – róża alpejska
- Rosa × penzanceana Rehder
- Rosa persetosa Rolfe
- Rosa persica Michx. ex Juss. – róża perska
- Rosa phoenicia Boiss. – róża fenicka
- Rosa pinetorum A.Heller
- Rosa pinnatisepala T.C.Ku
- Rosa pisiformis (H.Christ) Sosn.
- Rosa pisocarpa A.Gray
- Rosa platyacantha Schrenk
- Rosa × polliniana Spreng.
- Rosa popovii Chrshan.
- Rosa porrectidens Chrshan. & Lasebna
- Rosa potentilliflora Chrshan. & Popov
- Rosa pouzinii Tratt.
- Rosa × praegeri Wolley-Dod
- Rosa praelucens Bijh.
- Rosa praetermissa Galushko
- Rosa prattii Hemsl.
- Rosa prilipkoana Sosn.
- Rosa primula Boulenger
- Rosa prokhanovii Galushko
- Rosa pseudobanksiae T.T.Yu & T.C.Ku
- Rosa × pseudorusticana Crép.
- Rosa pubicaulis Galushko
- Rosa × pulcherrima Koidz.
- Rosa pulverulenta M.Bieb. – róża lepka
- Rosa pygmaea M.Bieb.
- Rosa rapinii Boiss. & Balansa
- Rosa × rehderiana Blackburn
- Rosa × reversa Waldst. & Kit.
- Rosa rhaetica Gremli
- Rosa richardii Rehder
- Rosa × rogersii Wolley-Dod
- Rosa roopae Lonacz.
- Rosa × rouyana Duffort ex Rouy
- Rosa roxburghii Tratt. – róża kasztanowa, r. drobnolistna
- Rosa rubiginosa L. – róża rdzawa
- Rosa rubus H.L‚v. & Vaniot
- Rosa rugosa Thunb. – róża pomarszczona
- Rosa russanovii Tkatsch.
- Rosa × sabinii Woods
- Rosa sachokiana Jarosch.
- Rosa sambucina Koidz.
- Rosa sassnowskyana (Regel) Musch.
- Rosa saturata Baker
- Rosa saundersiae Rolfe
- Rosa × scabriuscula Winch ex Sm.
- Rosa × scharnkeana Graebn.
- Rosa schrenkiana Crép.
- Rosa sempervirens L. – róża wieczniezielona
- Rosa serafinii Viv. – róża Serafina
- Rosa sericea Wall. ex Lindl. – róża czteropłatkowa
- Rosa sertata Rolfe
- Rosa setigera Michx.
- Rosa setipoda Hemsl. & E.H.Wilson
- Rosa shangchengensis T.C.Ku
- Rosa sherardii Davies – róża Sherarda, róża zapoznana
- Rosa × shoolbredii Wolley-Dod
- Rosa sicula Tratt. – róża sycylijska
- Rosa sikangensis T.T.Yu & T.C.Ku
- Rosa simplicidens Dubovik
- Rosa sinica L.
- Rosa sinobiflora T.C.Ku
- Rosa sjunikii Jarosch.
- Rosa slobodjanii (Chrshan.) Dubovik
- Rosa sogdiana Tkatsch.
- Rosa sosnovskyana Tamamsch.
- Rosa soulieana Crép.
- Rosa × spaethiana Graebn.
- Rosa spaldingii Crép. ex Rydb.
- Rosa spinosissima L. – róża gęstokolczasta
- Rosa spithamea S.Watson
- Rosa squarrosa (A.Rau) Boreau
- Rosa stellata Wooton
- Rosa stylosa Desv. – róża długoszyjkowa
- Rosa subbuschiana Husseinov
- Rosa subcanina (H.Christ) Vuk.
- Rosa subcollina Dalla Torre
- Rosa × suberecta (Woods) Ley
- Rosa × suberectiformis Wolley-Dod
- Rosa sweginzowii Koehne
- Rosa taronensis T.T.Yu & T.C.Ku
- Rosa tchegemensis Galushko
- Rosa teberdensis Chrshan.
- Rosa × terscolensis Galushko
- Rosa tesquicola Dubovik
- Rosa tianschanica Juz.
- Rosa tibetica T.T.Yu & T.C.Ku
- Rosa tlaratensis Husseinov
- Rosa × toddiae Wolley-Dod
- Rosa × tomentelliformis Wolley-Dod
- Rosa tomentosa Sm. – róża kutnerowata
- Rosa transcaucasica Manden.
- Rosa transmorrisonensis Hayata
- Rosa transsilvanica Schur
- Rosa triphylla Roxb. ex Lindl.
- Rosa tsinglingensis Pax & K. Hoffm.
- Rosa turcica Rouy – róża turecka
- Rosa turkestanica Regel
- Rosa tuschetica Boiss.
- Rosa uncinella Besser
- Rosa uniflora Galushko
- Rosa usischensis Husseinov
- Rosa vagiana Crép.
- Rosa valentinae Galushko
- Rosa vassilczenkoi Tkatsch.
- Rosa villosa L. – róża jabłkowata
- Rosa virginiana Mill. – róża wirgińska
- Rosa × vituperabilis Duffort ex Rouy
- Rosa × waitziana Waitz ex Tratt.
- Rosa × warleyensis E.Willm.
- Rosa watsoniana Crép.
- Rosa webbiana Wall. ex Royle
- Rosa weisiensis T.T.Yu & T.C.Ku
- Rosa willmottiae Hemsl.
- Rosa woodsii Lindl.
- Rosa woronowii Lonacz.
- Rosa xanthina Lindl. – róża Hugona
- Rosa yainacensis Greene
- Rosa zakatalensis Gadzh.
- Rosa zalana Wiesb.  – róża węgierska
- Rosa zangezura Jarosch.
- Rosa zaramagensis Demurova
- Rosa zhongdianensis T.C.Ku
- Rosa zuvandica Gadzh.